# Bahnstrecke Großenhain–Cottbus
| |                        |                                                   |                                                   |
| Streckennummer (DB): | 6253; sä. GRd          |                                                   |                                                   |
| Kursbuchstrecke (DB): | 208, 225               |                                                   |                                                   |
| Kursbuchstrecke: | 154 (1934) 177d (1946) |                                                   |                                                   |
| Streckenlänge: | 79,730 km              |                                                   |                                                   |
| Spurweite: | 1435 mm (Normalspur)   |                                                   |                                                   |
| Streckenklasse: | D4                     |                                                   |                                                   |
| Stromsystem: | 15 kV, 16,7 Hz ~       |                                                   |                                                   |
| Zugbeeinflussung: | PZB                    |                                                   |                                                   |
| Zweigleisigkeit: | Ruhland–Cottbus Hbf    |                                                   |                                                   |
| |                        |                                                   |                                                   |
| \| \| \| von Priestewitz \| \| \| \| 0,000 \| Großenhain Cottb Bf \| Großenhain Cottb Bf \| \| \| \| nach Großenhain Berl Bf \| \| \| \| 11,600 \| Lampertswalde \| 150 m \| \| \| \| Bundesautobahn 13 \| \| \| \| \| Landesgrenze Sachsen–Brandenburg \| \| \| \| 21,290 \| Ortrand \| 115 m \| \| \| \| von Roßlau \| \| \| \| 32,917 \| Ruhland \| 99 m \| \| \| \| nach Węgliniec \| \| \| \| \| Schwarze Elster \| \| \| \| \| nach Lauchhammer Ost \| \| \| \| 35,434 \| Schwarzheide Ost \| Schwarzheide Ost \| \| \| 36,300 \| Grube Victoria III \| Grube Victoria III \| \| \| \| von Hosena \| \| \| \| 42,457 \| Brieske \| Brieske \| \| \| \| von Kamenz (Sachs) \| \| \| \| \| von Finsterwalde \| \| \| \| 45,291 \| Senftenberg \| Senftenberg \| \| \| \| nach Lübbenau (Spreewald) (alte Trasse) \| \| \| \| 49,912 \| Sedlitz Ost \| Sedlitz Ost \| \| \| \| Bundesstraße 169 \| \| \| \| \| (Neutrassierung) \| \| \| \| \| nach Lübbenau (Spreewald) \| \| \| \| 53,000 \| Abzw Sornoer Buden West \| Abzw Sornoer Buden West \| \| \| \| nach Knappenrode \| \| \| \| \| Verbindungsbahn von Abzw Sornoer Buden Ost \| \| \| \| 54,700 \| Abzw Sornoer Buden Nord \| Abzw Sornoer Buden Nord \| \| \| 55,023 \| Bahnsdorf \| Bahnsdorf \| \| \| \| von Hoyerswerda \| \| \| \| 59,345 \| Neupetershain \| Neupetershain \| \| \| \| Bundesstraße 169 \| \| \| \| 66,340 \| Drebkau \| 90 m \| \| \| 71,376 \| Leuthen (b Cottbus) \| Leuthen (b Cottbus) \| \| \| \| Bundesautobahn 15 \| \| \| \| 73,900 \| Hänchen \| Hänchen \| \| \| 76,933 \| Cottbus Südwest \| Cottbus Südwest \| \| \| \| von Berlin Görlitzer Bf und von Halle (Saale) Hbf \| \| \| \| 79,730 \| Cottbus Hbf \| 75 m \| \| \| \| nach Görlitz \| \| \| \| \| nach Forst (Lausitz) \| \| \| \| \| nach Frankfurt (Oder) Pbf und nach Guben \| \| |                        |                                                   |                                                   |
| |                        | von Priestewitz                                   |                                                   |
| Bahnhof | 0,000                  | Großenhain Cottb Bf                               | Großenhain Cottb Bf                               |
| Abzweig geradeaus und nach links |                        | nach Großenhain Berl Bf                           | nach Großenhain Berl Bf                           |
| Bahnhof | 11,600                 | Lampertswalde                                     | 150 m                                             |
| Strecke mit Straßenbrücke |                        | Bundesautobahn 13                                 | Bundesautobahn 13                                 |
| Grenze |                        | Landesgrenze Sachsen–Brandenburg                  | Landesgrenze Sachsen–Brandenburg                  |
| Bahnhof | 21,290                 | Ortrand                                           | 115 m                                             |
| Strecke von links und von halblinks |                        | von Roßlau                                        | von Roßlau                                        |
| Bahnhof | 32,917                 | Ruhland                                           | 99 m                                              |
| Strecke nach rechts und nach rechts |                        | nach Węgliniec                                    | nach Węgliniec                                    |
| Brücke über Wasserlauf |                        | Schwarze Elster                                   | Schwarze Elster                                   |
| Abzweig geradeaus und nach links |                        | nach Lauchhammer Ost                              | nach Lauchhammer Ost                              |
| Haltepunkt / Haltestelle | 35,434                 | Schwarzheide Ost                                  | Schwarzheide Ost                                  |
| ehemaliger Haltepunkt / Haltestelle | 36,300                 | Grube Victoria III                                | Grube Victoria III                                |
| Abzweig geradeaus und von rechts |                        | von Hosena                                        | von Hosena                                        |
| Dienststation / Betriebs- oder Güterbahnhof | 42,457                 | Brieske                                           | Brieske                                           |
| Abzweig geradeaus und ehemals von rechts |                        | von Kamenz (Sachs)                                | von Kamenz (Sachs)                                |
| Abzweig geradeaus und ehemals von links |                        | von Finsterwalde                                  | von Finsterwalde                                  |
| Bahnhof | 45,291                 | Senftenberg                                       | Senftenberg                                       |
| Abzweig geradeaus, ehemals nach links und ehemals von links |                        | nach Lübbenau (Spreewald) (alte Trasse)           | nach Lübbenau (Spreewald) (alte Trasse)           |
| Bahnhof | 49,912                 | Sedlitz Ost                                       | Sedlitz Ost                                       |
| Strecke mit Straßenbrücke |                        | Bundesstraße 169                                  | Bundesstraße 169                                  |
| Abzweig ehemals geradeaus und nach links · Strecke von rechts |                        | (Neutrassierung)                                  | (Neutrassierung)                                  |
| Strecke (außer Betrieb) · Abzweig geradeaus, nach links und ehemals von links |                        | nach Lübbenau (Spreewald)                         | nach Lübbenau (Spreewald)                         |
| Strecke (außer Betrieb) · ehemalige Blockstelle | 53,000                 | Abzw Sornoer Buden West                           | Abzw Sornoer Buden West                           |
| Kreuzung (Strecken außer Betrieb) · Abzweig geradeaus und ehemals nach rechts |                        | nach Knappenrode                                  | nach Knappenrode                                  |
| Abzweig ehemals geradeaus, von links und ehemals von rechts · Strecke nach rechts |                        | Verbindungsbahn von Abzw Sornoer Buden Ost        | Verbindungsbahn von Abzw Sornoer Buden Ost        |
| ehemalige Blockstelle | 54,700                 | Abzw Sornoer Buden Nord                           | Abzw Sornoer Buden Nord                           |
| Haltepunkt / Haltestelle | 55,023                 | Bahnsdorf                                         | Bahnsdorf                                         |
| Abzweig geradeaus und ehemals von rechts |                        | von Hoyerswerda                                   | von Hoyerswerda                                   |
| Haltepunkt / Haltestelle | 59,345                 | Neupetershain                                     | Neupetershain                                     |
| Strecke mit Straßenbrücke |                        | Bundesstraße 169                                  | Bundesstraße 169                                  |
| Bahnhof | 66,340                 | Drebkau                                           | 90 m                                              |
| Haltepunkt / Haltestelle | 71,376                 | Leuthen (b Cottbus)                               | Leuthen (b Cottbus)                               |
| Strecke mit Straßenbrücke |                        | Bundesautobahn 15                                 | Bundesautobahn 15                                 |
| ehemaliger Dienststation / Betriebs- oder Güterbahnhof | 73,900                 | Hänchen                                           | Hänchen                                           |
| Dienststation / Betriebs- oder Güterbahnhof | 76,933                 | Cottbus Südwest                                   | Cottbus Südwest                                   |
| Abzweig geradeaus und von links |                        | von Berlin Görlitzer Bf und von Halle (Saale) Hbf | von Berlin Görlitzer Bf und von Halle (Saale) Hbf |
| Bahnhof | 79,730                 | Cottbus Hbf                                       | 75 m                                              |
| Abzweig geradeaus und nach rechts |                        | nach Görlitz                                      | nach Görlitz                                      |
| Abzweig geradeaus und nach rechts |                        | nach Forst (Lausitz)                              | nach Forst (Lausitz)                              |
| |                        | nach Frankfurt (Oder) Pbf und nach Guben          |                                                   |

Die Bahnstrecke Großenhain–Cottbus ist eine elektrifizierte Hauptbahn in Sachsen und Brandenburg. Sie schließt in Großenhain an die Bahnstrecke Großenhain–Priestewitz an und führt über Ruhland und Senftenberg nach Cottbus. Von Großenhain bis Ruhland ist sie eingleisig, danach zweigleisig.

## Geschichte

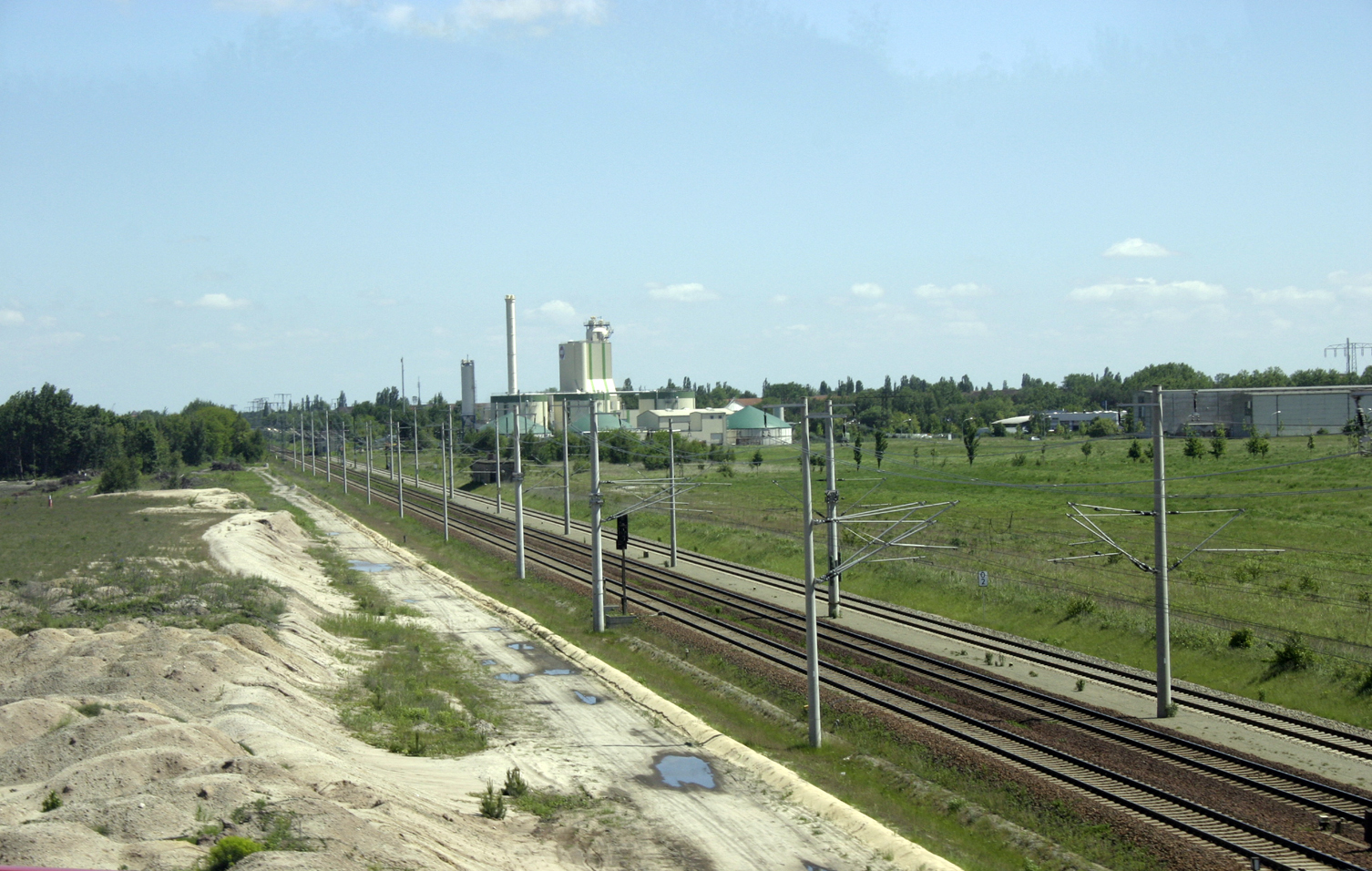
Die Strecke westlich von Senftenberg

Ihren Ursprung hat die Strecke Großenhain–Cottbus in der Cottbus-Großenhainer Eisenbahn-Gesellschaft.
Am 20. April 1870 wurde die Strecke Großenhain–Cottbus als Weiterführung der Bahnstrecke Großenhain–Priestewitz freigegeben. Mit der späteren Eröffnung der Berlin-Dresdener Bahn hatte Großenhain nun zwei Bahnhöfe. Der bereits bestehende Bahnhof an der Strecke nach Cottbus wurde in Großenhain Cottbuser Bahnhof umbenannt, der neugebaute erhielt die Bezeichnung Großenhain Berliner Bahnhof.
Am 26. Mai 1990 nahm die Deutsche Reichsbahn die Elektrifizierung der Teilstrecke Cottbus–Senftenberg, am 31. Mai 1992 die der Teilstrecke Ruhland–Großenhain(–Priestewitz) einschließlich der Verbindungskurve in Großenhain zwischen dem Cottbuser und dem Berliner Bahnhof in Betrieb. Zuvor war bereits am 31. Oktober 1987 die Elektrifizierung der Teilstrecke Ruhland–Senftenberg in Betrieb genommen worden, damals als Teilmaßnahme eines Elektrifizierungsprojekts von Falkenberg–Ruhland–Senftenberg.
Kurz nach dem Bahnhof in Richtung Lampertswalde endete die Start- und Landebahn des militärisch genutzten Flugplatzes Großenhain. Deshalb gab es dort seit der Elektrifizierung 1992 bis zum Abzug der sowjetischen/russischen Streitkräfte im Herbst 1993 ein 660 Meter langes Streckenstück ohne Oberleitung (Streckenkilometer 3,76 bis 4,42). Elektrische Triebfahrzeuge mussten dieses Streckenstück mit gesenktem Stromabnehmer als Schwungfahrt passieren. Es waren die Fahrleitungssignale El 3, El 4 und schließlich El 5 aufgestellt. Zudem stand vor diesem Streckenstück in beide Richtungen je ein Blocksignal, das jedoch nicht vom Fahrdienstleiter, sondern vom Flugplatz aus bedient wurde. Dadurch konnte es vorkommen, dass ein Zug, nachdem das Signal wegen Start oder Landung eines Flugzeugs ohne Vorwarnung auf Halt gestellt wurde, im oberleitungslosen Abschnitt zum Stehen kam und mit einer Diesellok in den Bahnhof geschleppt werden musste.
Heute ist die Strecke Teil der wichtigsten Bahnverbindung zwischen Dresden und Cottbus. Es verkehren zweistündlich Regionalexpresslinien in den Relationen Dresden–Ruhland–Cottbus (RE18), Dresden–Ruhland(–Hoyerswerda) (RE15) und Cottbus–Ruhland(–Falkenberg/Elster) (RB49). Durch die zweistündliche Linie RE11 Leipzig–Ruhland–Hoyerswerda ergeben sich im Bahnhof Ruhland jede Stunde Anschlüsse von und in alle Richtungen. Zwischen Senftenberg und Sedlitz Ost benutzen auch die im Stundentakt verkehrenden Regionalexpress-Züge der Linie RE7 von Senftenberg über Berlin Ostkreuz und Bad Belzig nach Dessau die Strecke.

## Fahrzeugeinsatz

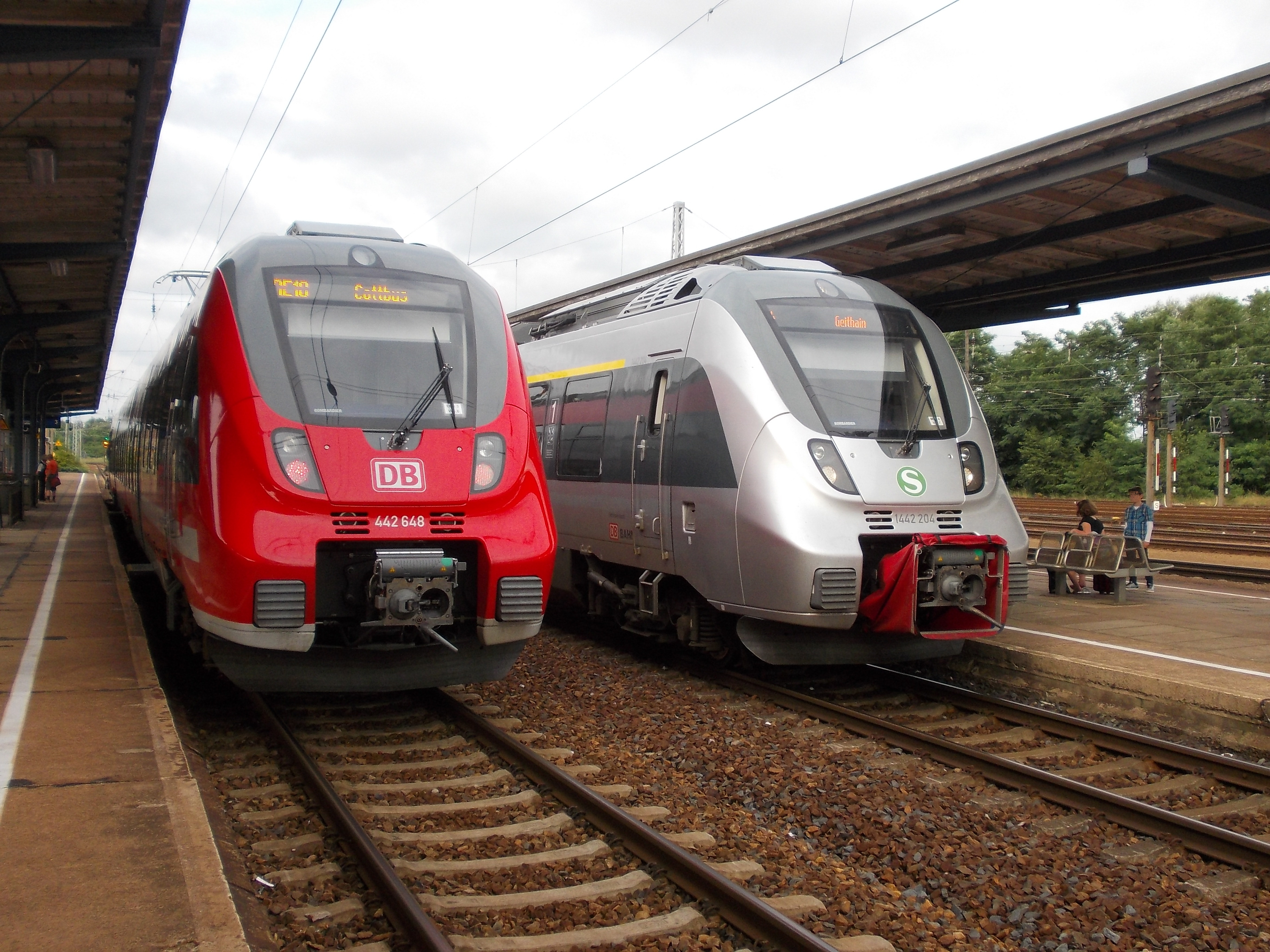
Bombardier Talent 2 (Baureihe 442) von DB Regio im Bahnhof Ruhland. (2014)

Seit Betriebsaufnahme des Elbe-Elster-Netzes am 9. Juni 2013 verkehren auf dieser Strecke Triebwagen des Typs Bombardier Talent 2 sowie weiterhin mit elektrischen Lokomotiven bespannte Doppelstockwendezüge.